# Na Mira do Crime
Na Mira do Crime é uma minissérie de televisão brasileira exibida originalmente pelo FX entre 12 de janeiro de 2015 a 16 de janeiro de 2015, e pela RecordTV entre o dia 15 de junho de 2015 a 6 de julho de 2015. Escrita por Tiago Santiago, a série é produzida pela RecordTV em parceria com a Fox Networks Group e a Casablanca.

## Sinopse
Marcio Valle (Rodrigo Veronese), apresentador do programa policial “Na Mira do Crime”, que além de ser líder de audiência em rede nacional, também ajuda na prisão de diversos criminosos pelo país. Após conseguir colocar dois bandidos na prisão, a quadrilha decide se vingar e sequestrar Bianca (Gabi Lopes), filha do jornalista.
Durante o sequestro, Bianca acaba em coma. Abalado com o incidente, Valle decide largar tudo e se tornar um justiceiro fora da lei, e claro, acima de qualquer suspeita. 

## Exibição
Foi exibida pela FX em formato de série, entre 12 de janeiro de 2015 e 16 de janeiro de 2015 em 5 episódios.

## Elenco
| Ator               | Personagem                    |
| ------------------ | ----------------------------- |
| Rodrigo Veronese   | Márcio Valle                  |
| Renata Dominguez   | Luana Ribeiro                 |
| Juan Alba          | Dr. Francisco                 |
| João Vitti         | Delegado Luciano              |
| Gabi Lopes         | Bianca Valle                  |
| Jacqueline Sato    | Sandra Martinelli (Sandrinha) |
| Carlo Briani       | Pajé                          |
| José Trassi        | Mc Subúrbio                   |
| Rafael Dib         | Joca                          |
| Rogério Britto     | Policial Otávio               |
| Beto Schultz       | Chico Piá                     |
| Fábio Blanchini    | Policial Sebastião            |
| Juliana Xavier     | Stella                        |
| Luciana Vendramini | Eleonora                      |
| João Paulo Bineman | Marola                        |
| Johnnas Oliva      | Carreirão                     |
| Edmilson Moraes    | Maozão                        |
| Saulo Segreto      | Hugo                          |
| Joyce Ribeiro      | Júlia                         |
| Jorge Iuri         | Pregão                        |
| Lidia Fagundes     | Neide                         |

## Na Mira do Crime - O Filme
A série ganhou um longa de 60 minutos.